# Forza Horizon 2
Forza Horizon 2 est un jeu vidéo de simulation de conduite automobile tous publiques (paramètrable de simpliste à réaliste) édité par Microsoft et co-développé par Playground Games et Turn 10 Studios sur Xbox One, et par Sumo Digital sur Xbox 360. Il est sorti le 30 septembre 2014 en Amérique du Nord et début octobre en Europe et Australie. L'histoire du jeu se déroule dans le sud-est de la France et dans le nord-ouest de l'Italie. On peut y voir les villes et villages de Castelletto (Castelletto Stura), San Giovanni (San Gimignano), Montellino, Nice, Sisteron et Saint-Martin (Saint-Martin-Vésubie).
Le jeu reprend la thématique du premier Forza Horizon tout en apportant de nouvelles possibilités au joueurs et plus de voitures. Il devient notamment possible de conduire sous différentes météos.
L'extension Storm Island ajoute cinq nouveaux véhicules ainsi qu'une île au climat tropical appelée Isola tempesta et enfin de nouveaux évènements. Le 27 mars 2015, un standalone du jeu intitulé Forza Horizon 2 Presents Fast & Furious sort sur Xbox 360 et Xbox One gratuitement pour accompagner la sortie du film Fast and Furious 7.
Le 26 juin 2023, Turn 10 annonce l'arrêt définitif des serveurs pour les jeux Forza Horizon et Forza Horizon 2 pour le 22 août 2023, ce qui implique que toutes les fonctions dépendantes au multijoueur ne sont plus accessibles.

## Système de jeu

### Généralités
Forza Horizon 2 est un jeu de course automobile orienté arcade. Le jeu se déroule dans un monde ouvert.

### Liste des véhicules
Le jeu contient un total de 210 véhicules :
- 1980 Abarth Fiat 131
- 2010 Abarth 500 esseesse
- 1968 Abarth 595 esseesse
- 2013 Abarth Punto Supersport
- 2002 Acura RSX Type-S
- 2007 Alfa Romeo 8C Competizione
- 2011 Alfa Romeo Giulietta Quadrifoglio Verde
- 1965 Alfa Romeo Giulia TZ2
- 1968 Alfa Romeo 33 Stradale
- 1986 Alfa Romeo Spider Quadrifoglio Verde
- 1971 AMC Javelin AMX
- 2013 Ariel Atom 500 V8
- 1964 Aston Martin DB5
- 1958 Aston Martin DBR1
- 2010 Aston Martin One-77
- 2012 Aston Martin Vanquish
- 2012 Aston Martin V12 Zagato
- 2013 Audi R8 Coupé V10 plus 5.2 FSI quattro
- 1995 Audi RS2
- 2011 Audi RS3 Sportback
- 2006 Audi RS4
- 2011 Audi RS5
- 1983 Audi Sport Quattro
- 2013 Audi S4
- 2013 Audi TT RS Coupé
- 2012 Bentley Continental GT Speed
- 2011 BMW 1 Series M Coupe
- 1997 BMW M3
- 1991 BMW M3
- 2008 BMW M3
- 2012 BMW M5
- 2011 BMW X5 M
- 1981 BMW M1
- 1973 BMW 2002 Turbo
- 2011 BMW Z4 sDrive35is
- 2012 Bowler EXR S
- 2011 Bugatti Veyron Super sport
- 1987 Buick Regal GNX
- 2012 Cadillac Escalade ESV
- 2012 Caterham Superlight R500
- 1990 Chevrolet Camaro IROC-Z
- 1979 Chevrolet Camaro Z28
- 2012 Chevrolet Camaro ZL1
- 1970Chevrolet Chevelle SS-454
- 2014 Chevrolet Corvette Stingray
- 2009 Chevrolet Corvette ZR1
- 1995 Chevrolet Corvette ZR-1
- 1964 Chevrolet Impala SS 409
- 1970 Chevrolet Corvette ZR-1
- 1957 Chevrolet Bel Air
- 1969 Chevrolet Camaro SS Coupé
- 1960 Chevrolet_Corvette
- 1970 Dodge Challenger R/T
- 2012 Dodge Charger SRT8
- 2012 Dodge Challenger SRT8 392
- 1969 Dodge Charger R/T
- 1957 Ferrari 250 California
- 1957 Ferrari 250 Testa Rossa
- 1994 Ferrari F355 Berlinetta
- 2012 Ferrari F12berlinetta
- 2007 Ferrari 430 Scuderia
- 2013 Ferrari LaFerrari
- 1962 Ferrari 250 GT Lusso
- 1962 Ferrari 250 GTO
- 1995 Ferrari F50
- 2009 Ferrari 458 Italia
- 1984 Ferrari GTO
- 1969 Ferrari Dino GT
- 1987 Ferrari F40
- 2003 Ferrari Challenge Stradale
- 2002 Ferrari Enzo Ferrari
- 2009 Ford Focus RS
- 1969 Ford Mustang Boss 302
- 2000 Ford SVT Cobra R
- 1993 Ford SVT Cobra R
- 1987 Ford Sierra Cosworth RS500
- 1956 Ford F-100
- 2011 Ford Transit SuperSportVan
- 1973 Ford Capri RS3100
- 1985 Ford RS200 Evolution
- 1992 Ford Escort RS Cosworth
- 2014 Ford Fiesta ST
- 2005 Ford GT
- 2003 Ford Focus RS
- 1966 Ford GT40 Mk II
- 2015 Ford Mustang GT
- 2013 Ford Mustang Shelby GT500
- 2011 Ford F-150 SVT Raptor
- 2012 Hennessey Venom GT
- 1997 Honda Civic Type R
- 2004 Honda Civic Type-R
- 1984 Honda_Civic CRX Mugen
- 1992 Honda NSX-R
- 2009 Honda S2000 CR
- 2006 HUMMER H1 Alpha
- 2013 Hyundai Genesis Coupe 3.8 Track
- 2013 Hyundai Veloster Turbo
- 1956 Jaguar D-Type
- 1961 Jaguar E-type S1
- 1954 Jaguar XK120 SE
- 2012 Jaguar XKR-S
- 1945 Jeep Willys MB
- 2012 Jeep Wrangler Rubicon
- 2011 Koenigsegg Agera
- KTM X-Bow
- 1997 Lamborghini Diablo SV
- 2014 Lamborghini Huracán LP 610-4
- 1973 Lamborghini Miura P400
- 2010 Lamborghini Murciélago LP670-4 SV
- 2012 Lamborghini Aventador LP700-4
- 1988 Lamborghini Countach LP5000 QV
- 2013 Lamborghini Veneno
- 1982 Lancia 037 Stradale
- 1986 Lancia Delta S4
- 1992 Lancia Delta HF Integrale Evo
- 1974 Lancia Stratos HF Stradale
- 1968 Lancia Fulvia Coupé Rallye 1.6 HF
- 1997 Land Rover Defender 90
- 2013 Lexus GS350 F Sport
- 2010 Lexus LFA
- 2014 Local Motors Rally Fighter
- 2009 Lotus 2-Eleven
- 1956 Lotus Eleven
- 2012 Lotus Exige S
- 2010 Maserati GranTurismo S
- 1961 Maserati Tipo 61 Birdcage
- 2004 Maserati MC12
- 1994 Mazda MX-5 Miata
- 2011 Mazda RX-8 R3
- 1997 Mazda RX-7
- 2011 Mazda RX-8 R3
- 2013 McLaren P1
- 1993 McLaren F1
- 2011 McLaren 12C
- 1990 Mercedes-Benz 190E 2.5-16 Evolution II
- 1956 Mercedes-Benz 300 SL Gullwing Coupé
- 2013 Mercedes-Benz A 45 AMG
- 2012 Mercedes-Benz C 63 AMG Coupé Black Series
- 2009 Mercedes-Benz SL 65 AMG Black Series
- 2012 Mercedes-Benz SLK 55 AMG
- 2011 Mercedes-Benz SLS AMG
- 2013 Mercedes-Benz E 63 AMG
- 2005 Mercedes-Benz SLR McLaren
- 2013 Mercedes-Benz G 65 AMG
- 1965 MINI Cooper S
- Mini John Cooper Works GP
- 1999 Mitsubishi Lancer Evolution VI GSR
- 2004 Mitsubishi Lancer Evolution VIII MR
- 2008 Mitsubishi Lancer Evolution X GSR
- 2010 Nissan 370Z
- 1969 Nissan Fairlady Z 432
- 1994 Nissan Fairlady Z Version S Twin Turbo
- 2000 Nissan Silvia Spec-R
- 1971 Nissan Skyline 2000GT-R
- 1993 Nissan Skyline GT-R V-Spec
- 2002 Nissan Skyline GT-R V-Spec II
- 1992 Nissan Silvia CLUB K's
- 2012 Nissan GT-R Black Edition
- 1994 Nissan 240 SX SE
- 1970 Nissan Datsun 510
- 1968 Oldsmobile Hurst/Olds 442
- 2012 Pagani Huayra
- 2009 Pagani Zonda Cinque Roadster
- 1971 Plymouth Cuda 426 HEMI
- 1969 Pontiac GTO Judge
- 1973 Pontiac Firebird Trans Am SD-455
- 1987 Pontiac Firebird Trans Am GTA
- 1977 Pontiac Firebird Trans Am
- 2013 RAM Runner
- 1973 Renault Alpine A110 1600S
- 2003 Renault Clio V6
- 2010 Renault Megane RS 250
- 1993 Renault Clio Williams
- 1980 Renault 5 Turbo
- 2011 Ruf Rt 12 S
- 1987 Ruf CTR Yellowbird
- 1995 Ruf CTR2
- 1965 Shelby Cobra 427 S/C
- 1965 Shelby Cobra Daytona Coupé
- 1998 Subaru Impreza 22B STi
- 2005 Subaru Impreza WRX STI
- 2008 Subaru Impreza WRX STI
- 2011 Subaru WRX STI
- 1994 Toyota Celica GT-Four ST205
- 1974 Toyota Celica GT
- 2013 Toyota GT86
- 1995 Toyota MR2 GT
- 1985 Toyota Sprinter Trueno GT Apex
- 1998 Toyota Supra RZ
- 2005 TVR Sagaris
- 2012 Ultima GTR
- 2012 Vauxhall Astra VXR
- 2009 Vauxhall Corsa VXR
- 2013 SRT Viper GTS
- 1992 Volkswagen Golf Gti 16v Mk2
- 2010 Volkswagen Golf R
- 2003 Volkswagen Golf R32
- 1984 Volkswagen Rabbit GTI
- 2011 Volkswagen Scirocco R
- 1981 Volkswagen Scirocco S
- 1995 Volkswagen Corrado VR6
- 1963 Volkswagen Type 2 De Luxe
- 1963 Volkswagen Beetle

## Développement
Forza Horizon 2 est le deuxième jeu à être développé principalement par un studio autre que Turn 10, le développeur des Forza Motorsport. Playground Games, le développeur principal de Forza Horizon, se concentre sur la version Xbox One, en utilisant le moteur graphique de Forza Motorsport 5 comme point de départ. Alors que le moteur est capable d'afficher du contenu 1080p et 60 FPS, le jeu a été verrouillé en 1080p et 30 FPS. En effet, cela a été jugé nécessaire en raison du monde ouvert offert par le titre. Selon le directeur de la création Ralph Fulton, « l'un des grands défis techniques que nous avons dû faire face a été de s'assurer que nous pourrions diffuser dans un monde qui est next-gen, mais assez rapide pour suivre la voiture la plus rapide »,. Sumo Digital prendra l'initiative pour la version Xbox 360, à partir du moteur graphique du premier Forza Horizon. Comme avec le jeu original, Turn 10 apportera un soutien aux développeurs. La version Xbox 360 n'inclut pas le système météo ou l'I.A. " drivatar " disponible uniquement sur la version Xbox One.
Au moment de choisir les paramètres régionaux pour Forza Horizon 2, les développeurs ont fait des recherches sur plus de 30 sites à travers le monde, y comprit la Californie et l'Australie, pour en définitive choisir l'Europe du Sud. Les routes de l'Europe du Sud sont « fantastiques à conduire, il y a une diversité environnementale étonnante et est tout simplement sensationnelle » cite le Directeur de création Ralph Fulton. Comme certains des principaux points en sélectionnant pour Horizon 2, Fulton a également noté que la plupart des jeux de conduite récent en monde ouvert ont été mis en Amérique du Nord et que l'Europe du Sud  "est frais, est différent, est nouveau ».
Le 27 août 2014, Microsoft a annoncé qu'une version de démo du jeu sera disponible sur Xbox One le 16 septembre 2014. Le jour de la sortie de démonstration, Microsoft a confirmé que le jeu avait été déclaré " gold ", indiquant qu'il était en cours de préparation pour la duplication et la sortie.
Le 16 décembre 2014, Microsoft a lancé Storm Island, un pack d'extension pour l'édition Xbox One du jeu. Storm Island ajoute, avec le nouveau réglage et pistes associées, cinq nouveaux types d'événements, une extension du jeu avec une nouvelle météo du style "climat tropical", cinq nouveaux véhicules et des nouvelles courses.
Le 27 mars 2015, un standalone du jeu intitulé Forza Horizon 2 Presents Fast & Furious sort sur Xbox One gratuitement (dans un premier temps, car le jeu devient payant le 10 avril 2015 pour 10 euros) pour accompagner la sortie du film Fast and Furious 7. En collaboration avec Universal, l'extension reprend 8 voitures emblématiques du film ainsi que sa bande-originale. Le joueur est alors plongé dans l'ambiance en se faisant recruter par Tej Parker (doublé par Ludacris) et doit réaliser des missions qui serviront au prequel du film. Les voitures du standalone n'étant pas jouable dans le jeu de base, Turn10 et Playground Games annoncent début avril 2015 un pack de voitures Fast & Furious jouable dans le monde de Forza Horizon 2.

## Accueil
Le jeu sur Xbox One est très bien reçu par la critique et les joueurs comme le prouve son Metacritic de 86/100, ce qui en fait le 8e meilleur jeu de 2014 sur Xbox One,. Cependant, la version Xbox 360 du jeu est loin des attentes du public étant donné des changements drastiques entre les deux versions du jeu.